# Aeropuerto Internacional de Nankín-Lukou
El Aeropuerto Internacional Lukou Nankín (chino tradicional: 南京禄口国际机场) (IATA: NKG, OACI: ZSNJ) es el principal aeropuerto de la ciudad de Nankín, capital de la provincia de Jiangsu, en la República Popular China. Está ubicado a 35 kilómetros al sur de la ciudad. La construcción del aeropuerto, comenzó el 28 de febrero de 1995 y se habilitó oficialmente el 1 de julio de 1997. Es uno de los grandes centros de conexión del transporte aéreo de la región.
En 2009, el aeropuerto superó por primera vez los 10.000.000 de pasajeros. Desde comienzos del año 2012, hay vuelos a 130 destinos, de los cuales 20, son internacionales.

## Estadísticas
Ver fuente y consulta Wikidata.

## Conexiones

### Carretera
Una autopista conecta el aeropuerto con el centro de la ciudad de Nankín. Otras rutas, de menor categoría, brindan acceso a ciudades cercanas. El aeropuerto posee un estacionamiento, con una capacidad máxima de 1.800 plazas.

### Autobús
Numerosas líneas de autobuses conectan el aeropuerto con numerosos destinos, tanto en la ciudad de Nankín, como en otras partes de Jiangsu. En muchas rutas urbanas las frecuencias son de 20 minutos en hora punta.

### Metro
Un ramal del Metro de Nankín se encuentra en construcción desde la Estación de Nankín Sur, conectando el aeropuerto con las líneas ferroviarias de alta velocidad. Tendrá una longitud de 35,6 km. Los trabajos de construcción comenzaron en 2011 y se espera que estarán finalizados para el 2014.

## Planes de ampliación
Las autoridades del aeropuerto, estiman que para el año 2020, los niveles de tráfico aumentarán, hasta alcanzar los 30.000.000 de pasajeros por año. Considerando estos pronósticos, la Comisión Estatal de Desarrollo y Reforma, aprobó la construcción de una segunda pista de 3.600 metros de largo y 60 metros de ancho. Esta infraestructura permitirá recibir a los Airbus A380. El aeropuerto contará, también, con una nueva terminal de pasajeros de 200.000 metros cuadrados, denominada T2. Las obras estarán finalizadas en 2013.